# Etta Stangl
Hulda Elsa „Etta“ Stangl geb. Ibach (* 1913; † 22. September 1990 in München) war eine deutsche Galeristin und ausgebildete Bildhauerin.

## Leben und Wirken
Etta Stangl wurde 1913 als Tochter des Wuppertal-Barmener Pianofabrikanten und Expressionistensammlers Albert Rudolf Ibach geboren. Nach ihrer Ausbildung zur Bildhauerin heiratete sie im Jahr 1944 den Grafiker Otto Stangl, den sie während ihres Studiums in der Bildhauerschule von Hans Stangl kennengelernt hatte. Mit ihm zusammen führte sie ab 1947 die Moderne Galerie Etta und Otto Stangl in München-Schwabing.
Das Galerieprogramm baute vor allem auf der Sammlung des Barmener Pianofabrikanten Rudolf Ibach auf, die er seiner Tochter Etta zum Teil vererbt hatte. Darunter waren Werke von Paul Klee, Max Pechstein und Wassily Kandinsky. Die Galerie war der Anlaufpunkt für Kunst der Avantgarde nach dem Zweiten Weltkrieg in Deutschland und trug dazu bei, dass die als „entartet“ diffamierte Kunst wieder mehr Aufmerksamkeit bekam.
1948 eröffnete die Moderne Galerie Etta und Otto Stangl mit einer Ausstellung des Künstlers Alexey von Jawlensky. Möglich war dies durch die Freundschaft zwischen Etta Stangl und der Bildhauerin Inge Erbslöh. Sie stellte die Werke aus dem Nachlass ihres verstorbenen Vaters Adolf Erbslöh zu Ausstellungszwecken zur Verfügung und vermittelte weitere Kontakte zu Jawlensky-Sammlern an Etta und Otto Stangl.
Um aktiv an die europäische Kunstszene anschließen zu können, pflegten Etta und Otto Stangl neben den Kontakten zu zahlreichen Künstlern auch Kontakte zu anderen Galeristen. Darunter waren beispielsweise Hein und Eva Stünke von der Galerie Der Spiegel oder Aenne Abels in Köln.
1953 folgte eine Dependance ihrer Galerie, das sogenannte Kunstkabinett Otto Stangl in der Münchener Galeriestraße 2, die hauptsächlich von Etta Stangl betreut wurde und bis 1972 bestand. Sie übernahm sowohl die Korrespondenz mit potenziellen Käufern, wie die Briefe an beispielsweise Hilla von Rebay belegen, als auch die Verkaufsgespräche. Bei Verkäufen  versuchte sie vor allem mit der Qualität der Werke zu überzeugen, statt nur das Renommee des Künstlers zu bewerben.
1975 beendete das Ehepaar seine Galerietätigkeit mit der Ausstellung von Werken Alexander Calders und Hans Hartungs, nachdem Otto Stangl einen Hörsturz erlitten hatte. In einem kleinen Büro, ebenfalls im Luitpoldblock gelegen, wurde der Kunsthandel jedoch fortgeführt. Darüber hinaus arbeitete das ehemalige Galeristenpaar bis zu beider Tod 1990 an der Gründung und Einrichtung des Franz Marc Museums in Kochel, das am 4. Juli 1986 eröffnete.